# Circuito de Madring
El circuito de Madring o simplemente Madring, será un circuito urbano de carreras ubicado en la zona de IFEMA-Valdebebas, dentro de la ciudad de Madrid, capital de España. Actualmente en construcción, será sede del Gran Premio de España de Fórmula 1 a partir de 2026, incorporándose al listado de circuitos que han albergado carreras de la «máxima categoría» desde 1950.
El circuito tendrá un trazado de 5,474 km y será utilizado para albergar Grandes Premios de Fórmula 1, y las rondas de Fórmula 2 y Fórmula 3. Con su construcción, será el heredero del circuito del Jarama como circuito de carreras cuando en 1981 se disputó el último Gran Premio de España de Fórmula 1 en Madrid, convirtiéndose en el séptimo circuito español que acoge una prueba de F1 tras los circuitos de Pedralbes, Jarama, Montjuic, Jerez, Montmeló y Valencia. El 30 de julio de 2025, además de la F1, F2 y F3, se anunció que el circuito también albergará carreras de los campeonatos de Eurocup-3 y F4 Española.

## Historia
La idea de un circuito urbano para Madrid, independiente del circuito del Jarama, se remonta a 2014 cuando se presentó la idea a Bernie Ecclestone. Desde entonces, y a la sombra de la dificultad de la celebración de dos Grandes Premios de Fórmula 1 en España en la misma temporada, el proyecto fue madurando y tomando forma, de modo que a finales del 2022 el Ayuntamiento y la Comunidad de Madrid entablaron contactos preliminares con los organizadores de la Fórmula 1, hasta que a principios del año 2023 la propuesta fue presentada a Stefano Domenicali, CEO de la Fórmula 1. La FIA dio una primera aprobación al circuito de Madrid en junio de 2023.

## Polémicas
La construcción del circuito no ha estado exenta de polémicas sobre los costes o su impacto ambiental. 
Inicialmente, los costes de construcción del circuito han recaído sobre IFEMA, a través de la adjudicación de un contrato de obras por importe de 83 206 500,01 € a la UTE Acciona (60 %) y Eiffage (40 %) y que se corresponde con la construcción del trazado (5,4 km), estructuras permanentes, instalaciones temporales (gradas, paddock), y reposición urbana de los viales públicos tras cada GP. 
En este sentido, la presidenta de la Comunidad de Madrid, Isabel Díaz Ayuso, aseguró que la celebración del Gran Premio de España en la capital entre los años 2026 y 2035 «no comprometerá ni un euro público».
Por otro lado, la empresa Match Hospitality, socio privado, asume una inversión complementaria de 400 M€ para áreas de hospitality (20.000 entradas VIP) y la explotación comercial del evento.
Además, incluso en sus fases previas de diseño, colectivos vecinales han expresado sus quejas por los niveles sonoros que se pueden alcanzar en los barrios próximos al circuito, y las molestias que suelen generar este tipo de eventos, teniendo en cuenta su característica de trazado semiurbano. De hecho, la categoría Porsche Supercup, que habitualmente comparte fechas con el calendario de Fórmula 1, no se incluirá en el Gran Premio de España porque no se puede garantizar un nivel sonoro inferior a los 90dB.

## Trazado

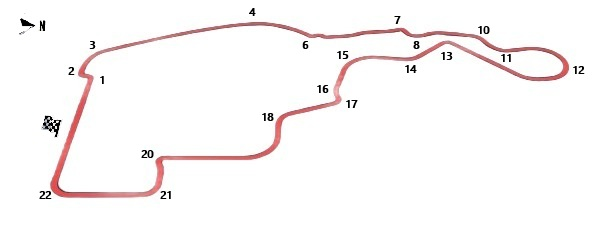
Trazado del circuito.

El circuito, diseñado por la empresa especializada en circuitos Studio Dromo, responsable del diseño de Yas Marina o de las reformas de Zandvoort o Spa Francorchamps, tendrá un recorrido total de 5,474 metros, y estará compuesto por 22 curvas con sectores muy rápidos como el de las «enlazadas de Valdebebas», o sectores muy técnicos, como el del «Bunker».
| Curva              | Denominación                | Característica                                                        |
| ------------------ | --------------------------- | --------------------------------------------------------------------- |
| Curvas 1 y 2       | Recta de Meta               | Punto de adelantamiento                                               |
| Curva 3            | Hortaleza                   | Parte urbana del circuito e inicio de la recta más larga del circuito |
| Curva 4            |                             | Se llega a la velocidad máxima del circuito                           |
| Curva 5            | Norte                       | Salida del túnel de IFEMA                                             |
| Curvas 6 y 7       | Subida de las Cárcavas      | Curva ciega y punto más alto del circuito                             |
| Curva 8            | El Búnker                   | Inicio de área rápida y técnica en los fortines de la Guerra Civil    |
| Curvas 10 y 11     | Chicane                     | Dos curvas seguidas previas al gran peralte                           |
| Curva 12           | La Monumental               | 500 m de curva con un peralte de 24.º y una duración de 6 segundos    |
| Curvas 14, 15 y 16 | Las enlazadas de Valdebebas | Sector muy rápido                                                     |
| Curvas 21 y 22     | El Parque                   | Curvas lentas                                                         |
| Fuente:            |                             |                                                                       |